# 풋볼 킹즈 FC
풋볼 킹즈 FC(Football Kingz Football Club)는 뉴질랜드 최초의 프로 축구단이다. 구단은 1999년부터 내셔널 사커 리그 에서 뛰다가 2004년 해체될 때까지 새로 설립된 호주 A-리그의 첫 참가 팀으로 뛰었었다.

## 역사
풋볼 킹즈 FC(호주에서는 오클랜드 킹즈)는 1999년 호주 내셔널 사커 리그에 가입하여 NSL의 마지막 5 시즌에 출전하여 매 시즌 플레이오프 진출에 실패했었다. 클럽은 원래 "Kings"라는 철자를 사용했지만 호주 농구 팀인 시드니 킹스로부터의 법적 항의로 인해 Kingz로 변경되었다.

## 역대 감독
| 감독      | 임기        |
| --------- | ----------- |
| 윈턴 루퍼 | 1999 ~ 2002 |

## 같이 보기
- 웰링턴 피닉스 FC
- 뉴질랜드 나이츠 FC
- 뉴질랜드 풋볼